# 気象精霊記
気象精霊記（きしょうせいれいき）は、清水文化によるライトノベル。第8回ファンタジア長編小説大賞特別賞受賞作。富士見ファンタジア文庫（富士見書房）にて1997年7月から刊行された。富士見ファンタジア文庫で出版されていた際は七瀬葵がイラストを担当した。
メディアミックスとして、2002年にはマリン・エンタテインメントからドラマCDが出された。

## あらすじ
世の中のお天気や天災は、実は気象精霊がすべてを制禦している!?
優秀な気象精霊のミリィが、相棒のユメミや各地の精霊たちと協力し、時には敵と戦いつつ、気象を操り災害を防ぐべく、困難な作業に挑む冒険活劇テイストたっぷりの、ファンタジーストーリー。

## 登場人物

### 気象室東亜支局
ミリィ・オレアノ・ヤクモ
主人公。風の上級精霊。現在、精霊省気象制禦管理室の東亜支局に所属。
仙人族。妖精界・桃源郷自治州出身。同州を委任統治するヤクモ家（オグヌーブス家）の次女であり、貴族である。父はバージル・レムレス・ヤクモ、母はノエル・ヤクモ・オグヌーブス、姉はユーリィ・プロケル・ヤクモ・オグヌーブス。隠されているが、父バージルと妖精王オベロンは双子であるため、妖精王妃ティタニアは叔母。フローラとは従姉妹。
妖精界の王であるアーベルク大公爵位継承権第8位（実質は第1位）。
一房だけ長い髪があるつややかな黒髪のショートカットに、青みを帯びた大きな瞳の美少女。神道の巫女風の衣装に、赤いプリーツスカート。普段は祓え串を模した形の精霊道具を携帯している。戦闘時には、これを錫杖に変えて戦う。お酒には非常に強いが、性格が生真面目なため公私を区別して飲むようにしている。そのため仕事中でも宴会を開こうとするユメミにはペースを崩されることが多い。好きな酒は発泡羊乳酒。お酒に対してはかなりの貧乏性。酒樽の底に残っているのも一気飲みしてしまう。身長160cm、体重48kg、B81/W56/H83。
気象精霊としての修行時代は、イツミに師事した。
精霊省の入省試験に首席で合格し、現在は上級文官の資格と、近衛中隊長第2位（中佐相当、登場時は第4位〈准佐相当〉だったが昇格）の地位を持っている。いずれも容易に取得できるものではなく、文武両道に秀でた、非常に優秀な精霊であることを証明している（創作であり、現実の軍隊には准佐という階級は無い）。
近衛精霊としては、妖精界の王女フローラの影姫としての訓練も受けている。優秀ではあるが、それを自慢することはなく、とても素直な性格のため、精霊仲間からの人気は高く、特にランティには異常なほど慕われている。
基礎知識はあるが応用にやや難があり、予想外の事態には後手に回りがち。そのため「試験秀才」という不名誉なあだ名をもらってしまっている。修行時代イツミはその欠点を克服させるため特別授業として知恵の輪をさせるが、あまり成果は上がらず以降知恵の輪になんとなく苦手意識をもってしまう（現在は治っている）｡
メカが苦手で、支給されている端末手帳は通信機能やスケジュール管理程度しか使っていない。発光円盤（エルブス）や、その発展形の円形粒子加速器（サイクロトロン）といった強力な技を操ることができる。
ユメミ・ナイアス・スヒチミ・ウガイア
ミリィの幼なじみで、親友にして現在の相棒。気象参謀を務める。水の上級精霊。現在、精霊省気象制禦管理室・東亜支局に所属。気象室のお酒派を代表する精霊。
天人族。天空界・高千穂地方出身。同地方を所領するスヒチミ・ウガイア大公爵家の第一令嬢、同大公爵位継承権第2位であり、貴族である。初級文官。試験が苦手な反面、研究熱心であり、多くの博士号を取得している。
北米原住民の民族衣装を模した作業着を愛用。ウェーブのかかった長い金髪を、大きな三つ編みにしている。深い青色の瞳が印象的。育ちのせいか、たとえ緊急時であってものんびりした口調でしゃべる。
気象精霊としての修行時代は、ミリィともどもイツミに師事した。当時は生まれの血筋を鼻にかけており、ミリィを激しくライバル視していた。
宴会参謀の別名を持つ、大変なノンベ。何かと理由をつけて酒宴を開きたがる。代表的なセリフが「飲もぉ〜」である。専用の亜空間の酒蔵には、常に大量の酒樽や酒ビンが保管されている。魔法薬の調合も趣味で、特に酔いざましは強力なものが多い。なお東亜支局の常備薬はユメミが管理している。
ミリィと組む前は北米支局に所属し、フェイミンの相棒だった。
メカや数式には非常に強く、端末計算機ですばやく気象シミュレーションを行い、ミリィをサポートする。気象参謀としては非常に優秀。
イツミ・ハマリヤド・アマテル
精霊省気象制禦管理室・東亜支局長。気象制禦管理室の副室長を兼任する。火の上級精霊。
天人族。天空界・高天原地方出身。同地方を所領するアマテル侯爵家の令嬢。
長い栗色の髪を、頭の左側で個性的な形に結っている。深い緑色の瞳。外見は12歳ぐらいの少女だが、彼女に年齢を聞くのは精霊界最大級の禁忌とされている。一説には、軽く3,200歳を超えているらしい。ランティの実母であり、ミリィ&ユメミの修行時の師匠。
精霊省ではキャサリンと同期であり、腐れ縁となっている。キャサリンの双子の姉ジュディスと、妖精界の王妃ティタニアは親友。
キャサリン・レヴィアタン・ペイレネ・コブライナ
災害オタク。しばしば、ミリィなど他の気象精霊が行う気象制禦の邪魔をする。現場の最前線で活躍しているが、ミリィたちより一世代前の優秀な精霊であり、カリスマ的存在でもある。水の上級精霊。現在、精霊省気象制禦管理室・東亜支局に所属。
天魔族。魔界出身。霊力と破壊力は、他の追随を許さない。
詰襟の軍服風の衣装に、青いローブをまとう。金髪でショートカット。そばかすがあるが、美しい碧眼に眼鏡をかけ、たいへん凛々しい顔をしている。ジュディスとは双子で、キャサリンが妹。温泉が大好き。
初級文官。また自称だが、挑発検定3段、天魔流ゲリラ道免許皆伝、特級災害師。「災害発生許可証」と「災害発生指令書」が大好き。
精霊省では、イツミと同期。入省試験では、イツミと首席を争った。
フェイミン・マルカ・フー
ミリィの同期。各所を転々とした上、ミリィを敵視していたが、今はミリィの親友。水の上級精霊。現在、精霊省気象制禦管理室・東亜支局に所属。気象室のお茶派を代表する精霊。
天神族。天上界・湖南（フーナン）地方出身。文武両道に優れている。中級文官、近衛小隊長第2位（中尉相当、登場時は第4位〈准尉相当〉だったが昇格）。
チャイナ服の女官風の姿。丸顔である。頭上やや後方で、ドッグボーン形にまとめた髪が特徴。非常に丁寧な口調でしゃべる。「ございます」調が基本。
精霊省の入省試験はミリィと同期で次席。当初は北米支局に配属され、次に月支局へ左遷された後に失踪、天上界近衛軍に協力、ミリィたちを妨害したことがある。その後、気象室に戻った。今はミリィと親友。普段左手の腕環にしている精霊道具を武器とする。各種武術の心得があるが、特に棒術を得意とする。状況判断力に長けており、気象制禦に限らず、参謀として非常に優秀。
お茶派代表なだけに、お酒には弱い。天敵はお酒派代表のユメミだが、かつては相棒となっていた。ユメミに振り回されまくり、大変な迷惑をこうむったらしい。
ムーメ・プロセルピナ・レムニブ・ジョアナ
ミリィがユメミと組む前の相棒。今もミリィとは親友。水の上級精霊。現在、精霊省気象制禦管理室・東亜支局に所属。主にベンガル湾方面を担当している。
魔神族。魔界・虹の都出身。酒豪。若草色の髪を長いリボンでしばり、ポニーテール状にしている。赤みを帯びた瞳に、魔神族の尖った耳を持つ。黒のハイネック水着風の衣装。
魔界を統べるジョアナ大公爵家の第6王女。繊細でよく気を配り、またテキパキした性格。相棒は、ウサギっ娘のエディス（以下略）。
小説本編では、セリフがまったくない。その代わり、暑さに弱い作者に代わり（時には故意に倒したりもして）あとがきを占拠している。
ノーラ・マギエル・ディアマヌンテ
キャサリンの愛弟子にして、現在は相棒。火の上級精霊。現在、精霊省気象制禦管理室・東亜支局に所属。
純妖精（ハイエルフ）。白妖界出身。初級文官。白妖界の訛りが残り、「〜のね」という口調でしゃべる。独特の緑色系の衣装をまとい、常にビデオカメラを携帯し、記録映像を撮影している。しかし、よく撮影機材を壊しては泣くハメになっている。
後ろの左右2束だけが長いライトパープルの髪、2枚の透明な翅、先に瘤がある長い触覚、全体が瞳の紅い眼に、額には2対4個の小さい複眼という、特徴ある姿をしている。
作者の公式サイトでは、投稿後のメッセージ画面で見られる。
セーラ・イシュタル・カーシャ
精霊省気象制禦管理室・東亜支局第3副支局長（登場時は主任精霊だったが昇格）。火の上級精霊。
天神族。天元界牛貨洲出身。豪農カーシャ家の3女。出身地が温暖で、のんびりした雰囲気の土地柄のため、おっとりした性格である。また、何事にも動じない。中級文官。指揮能力は高いが、本人の実務能力は限りなくゼロに近い。
長い黒髪に褐色の肌。スリムな体形に露出度の高い服を着け、外見のセクシーさでは東亜支局でも屈指。
ユナ・デモリエル・ハウンド
精霊省気象制禦管理室・東亜支局所属の水の上級天使（登場時は書法天使だった）。
狛犬族。神獣界出身。白い毛並みと大きな耳が特徴。
書法精霊での受験が拘束期間だったため気象精霊の職制で初級文官試験を受けたが、実技試験の課題をクリアできず不合格に終わった。
パイカラが書法精霊への配置転換を願い出たため、入れ替わりで棚ボタ的に気象天使になる事ができた。現在はフェイミンと仮のコンビを組んでいる。
ライチ・ニュート・チャン
下級精霊から抜擢された。準文官の資格を与えられ、暫定的に上級精霊扱いになっていたが、失敗ばかりしていたため、内省による審査で災害対処能力不足と認定され降格。現在、火の上級天使。精霊省気象制禦管理室・東亜支局に所属。初級文官試験を受けたが、不合格に終わった。
天神族。天宙界出身。酒には強くないが、宴会は好き。相棒は、ヤマネコ精霊のファム。中華風の少女。端末計算機を仕込んだ眼鏡をかけている。「〜のだ」という口調でしゃべる。
情報分析力に秀でているが、実際の気象制禦への応用や、相棒への指示が下手。
ファム・ムミアー・ザップ
ライチともども、下級精霊から抜擢され、暫定的に上級精霊扱いとなっている。準文官で、風の上級精霊。現在、精霊省気象制禦管理室・東亜支局に所属。
ヤマネコ精霊。神獣界出身。小柄なベンガルヤマネコの姿をしている。お酒好きで、仕事がない時はいつも飲んでいる。なお、性別はオス。ネコなので、語尾が「～ニャ」という口調でしゃべる。
ライチは降格されたが、ファムは落ち度がないとされ、降格はされていない。また、ライチとのチームも解消していない。
公用語の読み書きができない。初級文官試験を受けたが、語学力も知識も足らず、不合格に終わった。

### 気象室北米支局
ジュディス・アスタルテ・ドルイネ・コブライナ
精霊省気象制禦管理室・北米支局長（登場時は東亜支局の副局長だったが昇格）。風の高級精霊。風の総括精霊長であり、賢人会議の風の精霊長官。上級文官。物質転換能力を持つが、化学変化レベルのため、原子の変換（錬金術）はできない。
天魔族。魔界出身。キャサリンの双子の姉。イツミとは同期であり親友。
長い金髪に碧眼、眼鏡をかけている。キャサリンと似ているが、そばかすはない。青緑のローブをまとう。

### 気象防衛隊
スー・リモン・グェン
ミリィと知り合いになった戦闘員。精霊省気象制禦管理室・気象防衛隊に所属。水の戦闘精霊。
近衛一般兵曹第3位（上等兵相当、登場時は第4位〈一等兵相当〉であったが昇格）であり、トンキチ・ホンメの2名を部下に持つ。初級文官試験を受けたが、内容を甘く見ていたため不合格となった。
仙人族。妖精界出身。真面目だが猪突猛進する性格。一般兵曹であり、上官には絶対服従であるため、はるか上の佐官級のミリィと出会った時は、緊張のあまりうまくしゃべれなかった。
小柄でスリム。ショートヘアーの黒髪。戦闘時は空色の迷彩服を着用。普段は、アオザイ（ベトナム地方の民族衣装）に似た服をまとう。棒術が得意で、白木の桿棒を愛用する。
気候変動誘発局との戦闘でダメージを受けたところを、ミリィに助けられた。以後、ミリィの戦闘中によく加勢に来るが、あまり役に立っていない。
登場時は、高速で雲を突っ切ったり、筋肉精霊の顔の上に着地する等、インパクトのある出現をする。

### 気候変動誘発局
アシュレイ・ベシュテル・メルキオーネ
銀髪の精霊'。気象室の敵である。風の上級精霊。現在、天上界神聖白亜殿の近衛軍特務連隊・第2特務部隊太平洋分隊（通称・気候変動誘発局）に所属。特務精霊長。近衛小隊長第1位（大尉相当）。以前はフェイミンを相棒にしていた。
龍人族。天上界出身。浅黒い肌に、長い銀髪。美形だが、敵役に似つかわしく慇懃な口調でしゃべる。額に顱頂眼（ろちょうがん）を持つ。青っぽい灰色のローブをまとう。曲刀サーベルという珍しい武器を使う。また、空間跳躍術を操るため、神出鬼没である。
階級上は筋肉精霊より上だが、軍の編制では筋肉精霊が名目上とはいえ分隊長であったため、部下に甘んじていた。
フェルデゴール・タウミエル・ゼカリア14世ジュニア
筋肉精霊。大地の上級精霊。現在、天上界神聖白亜殿の近衛軍特務連隊・第2特務部隊太平洋分隊（通称・気候変動誘発局）の分隊長。ただし、名目だけの分隊長である。
天神族。天上界出身。ゼカリア侯爵家の跡取りだが、いまだに爵位継承権を得られていない。
ツルツルに剃った頭に、先端がカールするほど伸ばしたカイゼルひげ、長いまつげに三白眼、そして鍛え上げられた筋肉マッチョな肉体。数多い気象精霊の中でも、最もイロモノな容姿のキャラである。キャサリンに「筋肉ハゲおやぢ」呼ばわりされた。上半身はいつも裸で自慢の筋肉を誇示しているが、戦闘時は結界防御術を使って守る。術を破られると、見かけによらず弱い。
近衛一般兵曹第2位（伍長相当）。筋力にまかせて振り回す鈍器が好みで、打撃系の武器を繰り出して攻撃する。自分の失敗を棚に上げ、周囲の人物のせいにする悪い癖がある。特にミリィに対しては「錫杖女」呼ばわりし、執拗に戦いを挑んで来る。
妖精界の王位継承権を得たミリィに対抗し、何とか爵位継承権を得ようと初級文官試験を受けたが、試験中に席を立つ等の規定違反を連発したため強制退室処分となり、不合格となった。
爵位継承権を持っていないという理由で、ティタニア王妃には、いまだに「フェル坊ちゃん」と呼ばれている。

### 緑樹殿
ティタニア・ディアナ・アーベルク
妖精界の王妃。風の最高精霊。
妖精族。妖精界出身。上級文官資格を持つ。
金髪碧眼、美白で細身の長身。普段は王妃にふさわしい威厳と気品を漂わせる、大変美しい貴婦人である。物腰は穏やか、かつ丁寧だが極端に興奮すると女王様口調になる。夫の妖精王オベロンとの間に、3男5女をもうけているが、まだ誰も王位継承権を得ていない。イツミとは親友で、優秀なミリィが大のお気に入り。ミリィを妖精王妃継承者に推薦し、継承権第8位（実質第1位）を与えた。
ミリィを見かけると、自称「おばちゃん」（実際、ミリィは夫の兄の娘なので“叔母”には違いない）になり、周りが見えなくなったあげく、緑樹殿へ「お持ち帰り」しようとする。
お茶が大好きで、ミリィたちを招いてはお茶会を開くのが楽しみ。ミリィの前では時間を忘れてしまい、よく侍従に引きずられて退場する。
以前、武力ではなく外交と交渉を駆使して戦争を「起こさない」ための戦いを任務とする妖精界近衛軍情報局第一情報部に所属していた。
フローラ・マッブ・アーベルク
妖精界第1王女。大地の上級精霊。
妖精族。妖精界出身。初級文官資格を持つ。ミリィにそっくり。わずかにつり目なのが、ミリィと見分けるコツ（父親が一卵性双生児であるため、血縁的には従姉妹、遺伝的には異母姉妹といえる）。
自分の影姫であるミリィとは、大の仲よし。ミントグリーンが好きで、ドレスも多くが緑系。
病弱で、いつも「こほっ……」と咳をしている。しばしば倒れる。重度の潔癖症で浮気、隠し子、不倫などの言葉に過剰反応を示す。
妖精省天象運行監視室に所属するが、病弱のため緑樹殿内に別室をつくり、そこで勤務している。ほとんど外出できないため、文官試験も妖精界で行われる24年に1回しか受けられない。中級文官試験に挑んだものの、前日までの無理がたたり、途中で倒れてしまい不合格に終わった。
銃器マニア。病弱で体力も弱いはずだが、ドレスの中には多数の銃砲類が隠されていて、気に入らないことがあると遠慮なく撃ちまくる（兵器としての威力はない、ジョークグッズのようなものである）。

### 賢人会議
ランティ・ラグエル・アマテル
天上界神帝24賢人会議の一員で、司法賢人。火の最高精霊。精霊省附属病院の精霊医師。医学博士、司法士。
天人族。天空界高天原地方出身。イツミの娘であり、アマテル侯爵家の令嬢。中級文官資格を持つ。
栗色のショートヘアーを、頭の左右で大きな鈴つきのリボンでまとめている。小柄。本職が医師のため、常に白衣を正装として着用している。鈴は、赤ん坊の頃からつけている。成長とともに、鈴も大きくしているらしい。
ミリィたちの気象精霊修行時代、まだ赤ん坊だったが、すでに難しい本を読解したりテストで高得点を取るといった才能を見せてイツミを驚かせ、ミリィたちといっしょに修行をした。年上のミリィを先輩と慕っているが、好意を通り越して恋愛感情に近いものを感じているらしい。
ミリィ達が初級文官試験に合格したときには、すでに現在とほぼ同じ行動を取っている。ランティのミリィへの感情はミリィの修行時代に確立されていた。
表現力不足による説得力の弱さのため、賢人会議では発言力が弱い。卓越した事務処理能力があり、書類は目にも止まらない速さで内容を確実にチェックできる。しかし、サボり癖があるため、書類は溜まりがち。
職権を濫用し、ミリィを2階級特進させようとした。また、ミリィが気象防衛隊総司令官、フェイミンが同参謀総長というデマを流した張本人。他にも「心当たりが多すぎてわからない」ほど「何かやらかしている」らしい。
ぷらくてぃかで登場するのは、この世界での子育てで最も手のかかる時期と言われる、人間でいうところのはいはいができる（つまり、空中浮遊ができる）ようになる頃。

### 地上界
上沢 実（うえざわ みのる）
気象予報士。テレビのお天気キャスター。気象予報協会所属。日本人。弓状列島（日本）出身。
本作キャラ中、最も軽薄。毎回、奇抜な服装で登場する。
岸尾 良雄（きしお よしお）
気象予報士。気象解説担当。気象予報協会所属。理学博士。日本人。弓状列島（日本）出身。
黒縁メガネにチョビ髭の男性。的確な気象解説を行うが、大変短気ですぐキレてはガードマンに強制退場させられる。本人は「気象学博士」と自称している。

## 既刊一覧
気象精霊ぷらくてぃかの第5巻『イツミ組潜入レポート』を最後に紙媒体による新刊の出版はされていない。2014年から著者の自費出版によるAmazon Kindle版（リメイク版）が発行されている。

### 本編

#### 富士見ファンタジア文庫版
- 清水文化（著）・七瀬葵（イラスト）、富士見書房〈富士見ファンタジア文庫〉、全8巻

|    | サブタイトル           | 初版発行日（発売日）     | ISBN          |
| -- | ---------------------- | ------------------------ | ------------- |
| 1. | 正しい台風の起こし方   | 1997年7月25日（7月18日） | 4-8291-2757-0 |
| 2. | 爆弾気分の低気圧       | 1999年6月25日（6月22日） | 4-8291-2892-5 |
| 3. | うかれ頭とサクラン前線 | 2000年4月25日（4月26日） | 4-8291-2960-3 |
| 4. | 海底火山とラッコ温泉   | 2001年3月25日（3月16日） | 4-8291-1326-X |
| 5. | 思惑違いの流星豪雨     | 2001年9月25日（9月17日） | 4-8291-1379-0 |
| 6. | お月見試験とホゴ活動   | 2002年9月25日（同日）    | 4-8291-1455-X |
| 7. | 禁酒、禁宴、禁休事態   | 2004年1月25日（1月20日） | 4-8291-1582-3 |
| 8. | 空飛ぶ黄色い風邪工場   | 2005年4月20日（同日）    | 4-8291-1700-1 |

#### Kindle リメイク版
- 清水文化（著・イラスト）、自費出版

|      | サブタイトル           | 発売日         | ASIN            | 備考                                  |
| ---- | ---------------------- | -------------- | --------------- | ------------------------------------- |
| 1.   | 正しい台風の起こし方   | 2014年9月11日  | ASIN B00NI96I9W |                                       |
| 1.5. | 先は嵐のシケン模様     | 2014年9月22日  | ASIN B00NSXKZP6 | 1巻と2巻の中間エピソード 新作書下ろし |
| 2.   | 爆弾気分の低気圧       | 2014年12月15日 | ASIN B00R1NR5KC |                                       |
| 3.   | うかれ頭とサクラン前線 | 2015年4月27日  | ASIN B00WPZZ8H8 |                                       |
| 4.   | 海底火山とラッコ温泉   | 2015年9月24日  | ASIN B015RNF05Y |                                       |
| 5.   | 思惑違いの流星豪雨     | 2016年1月24日  | ASIN B01B1L5KXS |                                       |
| 6.   | お月見試験とホゴ活動   | 2017年2月14日  | ASIN B06X1B1BZP |                                       |
| 7.   | 禁酒、禁宴、禁休事態   | 2017年5月26日  | ASIN B072PSCH95 |                                       |
| 8.   | 空飛ぶ黄色い風邪工場   | 2019年5月15日  | ASIN B07RS2MGQG |                                       |

### 気象精霊ぷらくてぃか

#### 富士見ファンタジア文庫版
- 清水文化（著）・七瀬葵（イラスト）、富士見書房〈富士見ファンタジア文庫〉、全5巻

|    | サブタイトル         | 初版発行日（発売日）       | ISBN          |
| -- | -------------------- | -------------------------- | ------------- |
| 1. | サクラサクラン       | 2003年8月25日（8月19日）   | 4-8291-1534-3 |
| 2. | 地下水は爆発だ       | 2004年6月25日（6月19日）   | 4-8291-1534-3 |
| 3. | 魔界の卑怯温泉       | 2004年11月25日（11月20日） | 4-8291-1666-8 |
| 4. | 森に潜む病魔         | 2005年7月25日（7月20日）   | 4-8291-1326-X |
| 5. | イツミ組潜入レポート | 2005年10月20日（7月20日）  | 4-8291-1738-9 |

#### Kindle リメイク版
- 清水文化（著・イラスト）、自費出版

|    | サブタイトル         | 発売日        | ASIN            | 備考             |
| -- | -------------------- | ------------- | --------------- | ---------------- |
| 1. | サクラサクラン       | 2016年3月29日 | ASIN B01DMFFU1I |                  |
| 2. | 地下水は爆発だ       | 2016年6月15日 | ASIN B01H51HH2K |                  |
| 3. | 魔界の卑怯温泉       | 2016年7月10日 | ASIN B01IAHADHE |                  |
| 4. | 森に潜む病魔         | 2016年8月6日  | ASIN B01JWA553A |                  |
| 5. | イツミ組潜入レポート | 2016年9月24日 | ASIN B01LZ9P3AF |                  |
| 6. | 仁義なき酒蔵やぶり   | 2016年11月2日 | ASIN B01M3YEOR5 | 以降新作書下ろし |
| 7. | 学園横断レース       | 2018年6月14日 | ASIN B07DQLGVJ6 |                  |

### 気象精霊失敗学
- 清水文化（著・イラスト）、自費出版

|    | サブタイトル       | 発売日         | ASIN            |
| -- | ------------------ | -------------- | --------------- |
| 1. | 迷惑! いねむり台風 | 2017年12月11日 | ASIN B077S2BSC6 |

### ガイドブック
- ドラゴンマガジン編集部 『超解!気象精霊記』 富士見書房、2005年10月18日初版発行、ISBN 4-8291-7603-2

## ドラマCD
ドラマCD『気象精霊記』は、マリン・エンタテインメントより、2002年に全3巻が発売されている。
第1巻と第2巻は、原作小説ベースの長編ドラマを収録。第3巻は、オリジナルシナリオのミニドラマと、BGM集を収録している。
脚本は、いずれも高山カツヒコが担当している。
1. 気象精霊記(1)集中豪雨の潰し方（2002年7月25日発売）
2. 気象精霊記(2)正しい台風の起こし方（2002年8月23日発売）
3. 気象精霊記(3)精霊さんとのすごし方（2002年9月25日発売）

出演者と配役は、以下の通り。
- (1) - (3)すべてに出演
  - ミリィ・オレアノ・ヤクモ - 半場友恵
  - ユメミ・ナイアス・スヒチミ・ウガイア - 國府田マリ子
  - キャサリン・レヴィアタン・ペイレネ・コブライナ - 進藤尚美
  - ノーラ・マギエル・ディアマヌンテ - 釘宮理恵
  - コズエ・ミモリ - 徳光由禾
- (1)と(2)に出演
  - イツミ・ハマリヤド・アマテル - 久川綾
  - セーラ・イシュタル・カーシャ - 川村万梨阿
  - マハル・ドルイド・ドナン - 杉田智和
- (2)と(3)に出演
  - 大漢 - 中井和哉
  - 気象予報士・上沢 - 岡野浩介
  - 精霊A - 池田千草
  - 精霊B - 大塚さと
- (1)のみ出演
  - 精霊A - 山川琴美
  - 精霊B - 井上亜紀
  - 精霊C - 高橋大介
  - 精霊D - 児玉さとみ
- (2)のみ出演
  - コサミ爺 - 土師孝也
  - 気象予報協会の岸尾 - 石井康嗣
- (3)のみ出演
  - 精霊C - 杉田智和

## 打ち切り問題
気象精霊記の『月刊ドラゴンマガジン』連載は、『ぷらくてぃか』第1部相当分の連載終了後、第2部にあたる『気象精霊ぷらくてぃかPlus』として連載を継続したが、2006年5月号掲載の第三話を最後に「休載」扱いとなり、当該誌に「次号より休載」と記述されている。
休載に至った理由については、2006年6月号に「編集部からのお詫び」として掲載された。それによると、この問題の原因は編集の連絡ミスから始まった編集、作者、イラスト担当者間における連絡の行き違いである。『ぷらくてぃか』の連載終了後、連載継続の連絡を予め受けていた作者の清水は『ぷらくてぃかPlus』にあたる部分を既に書き上げていたが、イラスト担当の七瀬にはその連絡がされておらず、編集部からの急な連載を引き受ける形となった。その後も3者間で連絡の行き違いがあり、結局休載し、打ち切りになった。
『気象シリーズ』は、キャラクター設定などを変更した「新装版」の刊行を、著者である清水が近況で述べた。2014年9月11日よりKindleで自費出版が開始された。